# Józef Hecker
Józef Hecker (ur. około 1780 w Pradze (Czechy), zm. w początkach II połowy XIX wieku)  – galicyjski pionier przemysłu naftowego. 
Technik górniczy i kontroler salin we Wschodniej Galicji w regionie Truskawca, Modrycza, Słobody Rungurskiej, Stebnika, Nowosielicy, Kosowa, Myszyny. Poszukiwał rud ołowiu, cynku, siarki; głównie solanek. W trakcie tychże zajęć natrafił na pokłady wosku ziemnego i oleju skalnego. W oparciu o austriackie prawo górnicze założył i wykonywał działalność górniczą wespół z urzędnikami salin Janem Mitisem i Franciszkiem Schneiderem. W latach 1810–1814 prowadzili na szeroką skalę destylacje oleju skalnego w celu otrzymania asfaltu. W wyniku destylacji otrzymywali produkt uboczny nadający się do oświetlenia. Destylatem tym oświetlał rodzinne miasto Pragę, koszary w Samborze, kopalnię w Truskawcu i wiedeńską kolej. W 1820 r., poszukując kruszców na terenie Truskawca, natrafił w jednym z odwiertów na "wodę siarczaną", co legło u podstaw późniejszej uzdrowiskowej kariery tej miejscowości.
Jest autorem memoriału Das Bergohl in Galizien zamieszczonego w czasopiśmie politechniki wiedeńskiej Jahrbucher k.u.k. Polytechnischen Instituts in Wien 1820. To najstarszy w historii przetwórstwa ropy naftowej dokument uwydatniający zastosowanie destylatu dla celów oświetleniowych oraz sposób jego pozyskiwania. Dokonania te stanowią tło historyczne i zalążek prac nad nowym rodzajem oświetlenia.